# Тёмные начала
«Тёмные начала» (англ. His Dark Materials) — фантастическая трилогия Филипа Пулмана. Включает романы «Северное сияние», «Чудесный нож» и «Янтарный телескоп». В списке 200 лучших книг по версии BBC трилогия занимает третье место.

## Книги трилогии
- Северное сияние (англ. Northern lights, 1995).
- Чудесный нож (англ. The Subtle Knife, 1997)
- Янтарный телескоп (англ. The Amber Spyglass, 2000)

## Продолжение трилогии
- «Оксфорд Лиры» (англ. Lyra’s Oxford, 2003) — это книга, содержащая рассказ «Лира и птицы», а также некоторые дополнительные материалы. Рассказ описывает эпизод из жизни Лиры два года спустя после событий «Янтарного телескопа». Лира и Пантелеймон находят деймона ведьмы, нуждающегося в помощи. Лира соглашается помочь, однако, оказавшись в нешуточной опасности, вскоре понимает, что деймон не тот, за кого себя выдаёт. Дополнительные материалы опубликованы вместе с рассказом и включают в себя карту Оксфорда в мире Лиры, почтовую открытку от Мэри Малоун, рекламную брошюру круиза на корабле под названием Зенобия, а также другие рекламки из мира Лиры. В предисловии Филип Пулман пишет: «Эта книга содержит историю и несколько других вещей. Эти вещи могут иметь отношение к истории, а могут и не иметь. Они могут иметь отношение к историям, которые ещё не появились. Сказать сложно».
- «Однажды на севере» (англ. Once Upon A Time In The North, 2008) — это ещё одна небольшая книга, связанная с «Тёмными началами», которая опубликована 3 апреля в Великобритании. Книга выпущена в том же формате, что и «Оксфорд Лиры», и так же содержит дополнительные материалы. Действие рассказа происходит до событий трилогии, рассказ повествует о встрече короля бронированных медведей Йорека Бирнисона и Ли Скорсби — аэронавта из Техаса.
- «Прекрасная дикарка» (англ. La Belle Sauvage, 2017) — роман Филипа Пулмана, первая часть трилогии «Книга Пыли». Книга вышла в 2017 году, есть русский перевод и печатная версия издательства «АСТ». Пулман задумал «Книгу Пыли» ещё до публикации «Оксфорда Лиры» в 2003 году, первоначально как единый том[1][2]. В 2005 году работа над романом уже шла полным ходом[3], но в 2011 году Пулман заявил, что он подумывает о том, чтобы разделить роман на два тома, один из которых будет повествовать о событиях до трилогии «Тёмные начала», а другой — после[4]. В феврале 2017 года Пулман объявил, что «Книга Пыли» стала трилогией-компаньоном[5].

## Сюжет
Девочка Лира Белаква живёт в мире, где переплетены магия, теология и наука. У неё, как и у всех людей её мира, есть деймон — часть её души, представленная формой животного. Лира живёт в Оксфорде, в Иордан-колледже, и вместе со своим деймоном Пантелеймоном и другими детьми с утра до ночи пропадает на улочках Оксфорда. Лира сирота, её опекуном является полярный исследователь и её дядя лорд Азриэл. Однажды появляются слухи о Жрецах, тайной организации, которая похищает детей. Пропадает и лучший друг Лиры — Роджер. Поиски друга заводят девочку далеко на Север.
Сначала она попадает под власть некой миссис Колтер, красивой, властной и жестокой женщины. Лире удаётся бежать с помощью табора цыган, которые едут на Север, чтобы освободить похищенных детей. По дороге она знакомится с ведьмой Серафиной Пеккала, бронированным медведем Йореком Бирнисоном и аэронавтом Ли Скорсби. С помощью новых друзей и алетиометра (прибора, который говорит правду) Лира узнаёт тайну Жрецов. Жрецы разрывают детей и деймонов с высвобождением огромных количеств энергии. Она находит Роджера и освобождает других детей.
В это время лорд Азриэл, закончив свои исследования на Севере, находит способ передвигаться между параллельными мирами. Для этого ему нужна энергия, высвобождающаяся при разрыве связи между деймоном и человеком. Лира и Роджер случайно оказываются рядом и лорд Азриэл использует Роджера, чтобы открыть окно в параллельный мир. Азриэл уходит в другой мир. Лира следует за ним. В другом мире она знакомится с мальчиком Уиллом Парри. В борьбе Уилл Парри добывает чудесный нож, которым можно прорезать окна между мирами.
Лира и Уилл узнают, что лорд Азриэл хочет свергнуть Властителя — первого ангела, который после создания мира объявил себя его (мира) создателем. Для победы ему нужны два человека: Лира, которая должна стать новой Евой, и Уилл, владелец чудесного ножа. Лира и Уилл вместе переживают много приключений.

## Мир в трилогии
Мир в трилогии состоит из бесконечного количества параллельных миров. Благодаря магии можно попасть из одного мира в другой. Действия романов происходят, в основном, в четырёх мирах, которые можно условно назвать «мир Лиры», «мир Уилла», «мир Читтагацце» и «мир мулефа».

### Мир Лиры
В этом мире у людей есть деймоны — существа, составляющие неотъемлемую их часть. Там, кроме людей, живут ведьмы и разумные бронированные медведи. Там родилась и жила главная героиня Лира Белаква.

### Мир Уилла
Наш или очень похожий на него мир. Там родился Уилл Парри. Деймоны невидимы, но существуют.

### Мир Читтагацце
Мир, где все взрослые люди подвергаются нападениям призраков, но дети могут спокойно существовать. Читтагацце — название одного из городов.

### Мир мулефа
Мир колёсных животных, называющих себя «мулефа». Колёса, которыми они пользуются, представляют собой семенные коробки деревьев, они очень крепкие и сами по себе произрастают очень редко. Однако, пока ими пользуются мулефа, семенные коробки постепенно изнашиваются и раскалываются. Мулефа заботятся о деревьях, поскольку без колёс передвигаются довольно неуклюже и медленно. В мире существуют естественные дороги — по предположению Мэри Малоун, они представляют собой застывшие потоки лавы.

### Прочие миры
Среди прочих миров можно назвать следующие. Мир, где, кроме людей, живут галливспайны — маленькие человечки. Мир, где нет разумной жизни, выбранный лордом Азриэлом в качестве своей базы. Мир мёртвых, который охраняют гарпии — полуптицы-полуженщины. Из разумных существ важную роль играют ангелы.

### Разумные существа
- Ангелы — первые существа, появившиеся во вселенной, состоят полностью из Пыли.
- Бронированные медведи (панцербьёрны) — белые медведи из мира Лиры, воины. Живут на Свальбарде. Служат наёмниками у тех, кто больше заплатит. Самостоятельно выковывают доспехи из метеоритного железа. У панцербьёрнов нет деймонов, душа медведя — в его броне.
- Ведьмы — существа, обитающие как в мире Лиры, так и в мире Уилла. Однако, судьба их различна в этих двух мирах. Если в мире Уилла ведьм сжигали на кострах, то в мире Лиры они спокойно жили на малозаселённых территориях (Лапландия, Латвия). В мире Лиры ведьмы живут значительно дольше людей, летают не на метлах, а на ветках облачной сосны; про ведьм мира Уилла мало что известно, однако, можно предположить, что их описание соответствует общепринятому описанию ведьм. Деймоны ведьм способны отдаляться на сотни миль от своих ведьм.
- Галливспайны — крошечные люди с ядовитыми шпорами, летающие на стрекозах. Союзники Лорда Азриэла в борьбе с Властителем.
- Гарпии — существа, обитающие в мире мёртвых. Имеют тело птиц и голову человека.
- Мулефа — колёсные животные ромбовидной формы. Одна нога у них расположена спереди, другая — сзади, ещё две — по бокам. Также у них имеются рога и хоботы.
- Туалапи — разумные птицы, нападающие на мулефа.
- Люди.

### Основные термины
Пыль (Серебристая Пыль, Тени) — таинственная материя, известная в разных мирах под разными названиями, например, Серебристая Пыль в мире Лиры, или Тени в мире Уилла. С ней связаны изменения в истории, когда живые существа стали обладать разумом. Окружает всех людей (особенно взрослых) и предметы, созданные людьми. Пыль — материя, сознающая сама себя. Взрослые начинают притягивать Пыль в тот момент, когда их деймон принимает окончательный вид. С точки зрения Магистериума — материальное воплощение греха. Заставляет вертеться стрелку алетиометра.
Алетиометр (греч. Правдомер) — прибор, показывающий истину, но в зашифрованном виде — 36 знаками. Расшифровать показания можно с помощью Книги символов, которая хранится в аббатстве Святого Иоганна в Гейдельберге, некоторые особенно одарённые люди способны делать это без подготовки и обучения, одной из таковых являлась Лира Белаква до того, как её деймон принял окончательную форму.
Эзахеттр — чудесный нож, созданный в Читтагацце. Одной стороной его лезвия можно резать любой материал, а другой — открывать окна между мирами.

## Основные персонажи
- Лира Белаква (Лира Сирин) — девочка, которой суждено, согласно древнему пророчеству, положить конец судьбе. В первом романе считалась сиротой, жила в Оксфорде. Деймон Пантелеймон стал лесной куницей.
- Пантелеймон — деймон Лиры, принимал разные обличия: от бабочки-бражника до гепарда, стал лесной куницей.
- Уилл Парри — мальчик из нашего мира, друг Лиры, носитель чудесного ножа. Его деймон, Кирьява, стала кошкой.
- Лорд Азриэл — отец Лиры, поднявший мятеж против Властителя. Его деймон — снежный барс Стелмария.
- Миссис Колтер — мать Лиры. Деймон — золотая обезьяна.
- Йорек Бирнисон — король бронированных медведей, друг Лиры.
- Роджер — поварёнок из Оксфорда, друг Лиры. Деймон чаще всего принимал вид таксы.
- Серафина Пеккала — ведьма из Лапландии. Деймон — серый гусь Кайса.
- Ли Скорсби — аэронавт из Техаса. Деймон — арктическая зайчиха Эстер.
- Джон Фаа — король цыган. Деймон — ворон.
- Фардер Корам — старый цыган. Деймон — огненно-рыжая кошка Софонакс.
- Мэри Малоун — физик, исследовательница Пыли. Деймон — Альпийская галка.
- Станислаус Грумман (Джон Парри, Джопари) — полярный исследователь, отец Уилла. Деймон — скопа Саян Кётёр.
- Кавалер Тиалис, Дама Салмакия, Лорд Рок, мадам Оксантьель — галливспайны, шпионы лорда Азриэла.
- Король Огунве — африканский король, деймон — гепард.
- Юта Камайнен — ведьма, влюбленная в Станислауса Груммана, убила его, потому что он не ответил ей взаимностью. Деймон — малиновка.
- Йофур Ракнисон — бывший король панцербьёрнов, смещенный Йореком.
- Аталь — одна из мулефа. Подруга Мэри.
- Ама — девочка из деревни в Гималаях. Носила еду Миссис Колтер в пещеру.

## История создания
Основными источниками вдохновения для Пулмана послужили поэма Джона Мильтона «Потерянный рай», а также стихи Уильяма Блейка и Библия. Название было взято из «Потерянного рая»:
Unless th’ Almighty Maker them ordain
His dark materials to create more Worlds.
В русском переводе эти строки звучат иначе:
Пока Творец Всевластный не велит
Им новые миры образовать.
Пулман говорил, что вся история сложилась «из несвязанных между собой сюжетов, картинок, которые мелькают в голове и волнуют». «Северное сияние» и «Чудесный нож» были написаны за два года, а «Янтарный телескоп» — за три.

## Проблематика. Критика
Хотя трилогию Пулмана относят к детской литературе, автор затрагивает совсем не детские, серьёзные проблемы, восходящие к тем книгам, на которых основан сюжет. Сам он говорит об этом так:

В основе трилогии лежит миф о сотворении и восстании, развитии и сопротивлении. Я не писал об этом прямым текстом, но мне было важно раскрыть именно эту тему. Это вечная борьба: с одной стороны, контроль, за которым стоит многовековая история, сила и власть (вспомним инквизицию, травлю еретиков, сожжение ведьм, весь этот кошмар, который религиозные фанатики готовы осуществлять там, где это возможно, и сегодня) — с другой стороны, те, кто сражаются с этим контролем, искатели свободы, идеологи Небесной Республики. Это борьба: Царство Божие против Небесной Республики.

Критика отмечала как художественные особенности трилогии, так и мировоззренческую позицию автора.
Трилогия широко обсуждалась на родине автора. Кейт Келлауэй считает, что «герои Пулмана затмевают собой персонажей книг о Гарри Поттере, которые рядом с ними выглядят как плоские мультипликационные картинки». Мелани Филиппс пишет, что Пулман исследует природу гуманизма и ратует за мораль: его герои учат делать правильный выбор между добром и злом. Рецензент из газеты «Christian Herald», возмущённый атеизмом Пулмана, называет его книги «достойными сожжения».
В России трилогия также вызвала большой резонанс. Майя Кучерская пишет о первом романе, что он «великолепно выстроенный, с захватывающим сюжетом, с грамотно расставленными ловушками, ритмично сгущающимся и исчезающим напряжением». Несмотря на ненависть автора к религии, роман, по Кучерской, «полон жажды новой духовности, духовности без Бога, без трагической вины человека, без первородного греха. Пулман… выстраивает собственную картину мира, величественную и жуткую, озарённую бликами северного сияния, в лучах которого герои различают параллельный невидимый мир. Мы оставляем Лиру на пороге этого чужого, равнодушного к человеку мира. Честное слово, перевернув последнюю страницу романа, хочется напиться горячего чаю и натянуть шубу — такой нечеловеческий холод царит в этой мастеровитой, но очень страшной сказке, в которой добро и не думает торжествовать.». По мнению Романа Арбитмана, трилогия могла бы стать конкурентом циклу о Гарри Поттере, если бы не такие недостатки, как психологическая бледность героини и высокий градус серьёзности. Сергей Лукьяненко пишет, что первая книга трилогии полна ярких идей, литературных аллюзий, живых персонажей, но все эти достоинства сведены на нет атеистическими идеями автора. Юлия Штутина называет трилогию «кратким курсом богоборчества для школьников» и предсказывает, что с будущей экранизацией будет связан большой скандал. Диакон Андрей Кураев назвал книгу «откровенно сатанинской сказкой».
«Тёмные начала» заняла третью строчку в списке 200 лучших книг по версии BBC 2003 года.

## Переводы на русский
В 2003—2010 годах изданием трилогии на русском языке занималось издательство «Росмэн». Книги на русском языке вышли в 2003—2004 годах. Первую книгу первоначально перевела Ольга Новицкая, перевод всей трилогии выполнили Виктор Голышев и Владимир Бабков. В двух переводах некоторые имена и термины существенно отличаются, в данной статье используется перевод Голышева и Бабкова.
С 2016 года изданием трилогии в России занимается издательство «АСТ». Первая книга была выпущена в переводе Виктора Голышева, вторая — в переводе Владимира Бабкова.
Считается, что перевод Голышева и Бабкова лучше отражает авторский смысл и лексические особенности оригинального текста. При этом перевод некоторых имен собственных, названий географических объектов, организаций и т. д., выполнен не дословно, а «адаптирован» для русскоязычного читателя, слабо знакомого с английским языком, благодаря чему достигается более глубокое отождествление читающего с описываемыми событиями. Однако, при использовании автором устоявшихся англоязычных выражений, это может повлечь за собой смысловое расхождение между оригиналом и переводом, что обусловлено невозможностью дословно и точно перевести выражение таким образом, чтобы его можно было использовать в контексте данного произведения. Ярким примером может служить фамилия главной героини — в оригинале она звучит как «Silvertongue» (англ. Silver tongue — «серебряный язык» — устоявшееся выражение, имеющее значение «тот, кто способен убедить кого угодно в чем угодно»). Обстоятельства получения ей данной фамилии полностью соответствуют её буквальному значению — Лире удалось обмануть Короля Медведей, что считалось невозможным. В переводе же фамилия Лиры — «Сирин», и является отсылкой к сиренам, что в общепринятом понимании характеризует скорее выдающийся голос, а не способности к убеждению.

## Экранизация
В 2007 состоялся выход фильма «Золотой компас» по первому роману трилогии. В фильме задействованы такие известные актёры, как Дэниел Крейг и Николь Кидман, а главную роль сыграла дебютантка Дакота Блю Ричардс.
В 2015 году телеканал BBC 1 заказал телевизионную экранизацию трилогии. Съёмки начались на студии Wolf Studios в Кардиффе в июле 2018 года. Главные роли в сериале исполняют Дафни Кин (Лира), Джеймс Макэвой (лорд Азриэл), Рут Уилсон (Мариса Колтер) и Лин-Мануэль Миранда (Ли Скорсби). Режиссёром первых двух серий выступает Том Хупер, автор сценария Джек Торн.

### Интервью, критика
- Рай, ад и хижина в глубине сада. Беседа Алекса Шарки с детским писателем Филипом Пулманом (недоступная ссылка)
- Мудрец, у которого есть свои миры. Кейт Келлауэй беседует с автором «Тёмных начал» (недоступная ссылка)
- Мелани Филипс, «Детские писатели изрекают истину, от которой нам не по себе» (недоступная ссылка)
- Майя Кучерская, «Скромное обаяние зла»
- Роман Арбитман, «Тень Гарри, или Возможны варианты»
- Сергей Лукьяненко, «Филип Пулман и его Лего-Бог»
- Юлия Штутина, «Краткий курс богоборчества для школьников»
- Александр Дворкин, «Евангелие от Люцифера: О трилогии Филиппа Пулмана „Тёмные начала“»
- Священник Иаков Баглиен, «„Золотой компас“, или Не все то золото, что блестит»